# Anatomie života
Anatomie života je český dramatický televizní seriál vysílaný od 26. ledna 2021 do 25. května 2021 každé úterý na TV Nova. Děj se soustředí na pražskou Metropolitní nemocnici – oddělení traumatologie a osudy sestřiček, zdravotních bratrů, pacientů a lékařů.
Jde o adaptaci finské předlohy seriálu Syke a slovenského seriálu Sestričky. 
V každém díle se objevují dva pacientské příběhy a práce čtyř zdravotních sester. Jejich osobní příběhy také procházejí jednotlivými díly a odhalují jejich soukromé životy. 1. řada se začala natáčet na podzim 2020.

## Seznam řad
| Řada | Díly | Premiéra v ČR  | Premiéra v ČR   |
| Řada | Díly | První díl      | Poslední díl    |
| ---- | ---- | -------------- | --------------- |
| 1    | 20   | 26. ledna 2021 | 25. května 2021 |

## Obsazení

### Hlavní postavy
- Jitka Schneiderová jako Mgr. Helena Javorská – vrchní sestra, zemřel jí manžel Richard, který byl 2 roky v kómatu
- Barbora Černá jako Ema Zárubová, DiS. – nová mladá sestřička, která se stará jako samoživitelka o syna
- Ester Geislerová jako Jana Navrátilová, DiS. – sestřička, která se vrací z mateřské dovolené
- Martina Preissová jako Bc. Táňa Šnajdrová – sestřička

### Vedlejší postavy
- Karel Heřmánek ml. jako MUDr. Ivan Drahoš – chirurg s autistickými rysy
- Ondřej Veselý jako MUDr. Filip Hilský – kardiochirurg
- Aňa Geislerová jako primářka MUDr. Marta Dostálová – lékařka, primářka traumatologie, která má rezervy jako lékař, ale je to dobrý manažer
- Helena Dvořáková jako MUDr. Olga Boháčová – lékařka s atestací z urgentní medicíny
- Jiří Štrébl jako MUDr. Petr Gregor – nový anesteziolog
- Radek Melša jako Zdeněk Vavruška – zdravotní bratr na oddělení traumatologie
- Aleš Petráš jako Matyáš Černý – zdravotní bratr na OCHRIP
- Jan Komínek jako Ondřej Nývlt – akční mladý zdravotnický záchranář
- Eva Alner Jízdná jako Martina Malá – zdravotní sestra přes dárcovství
- Barbara Lukešová – Mgr. Dita Veselá  –  psycholožka
- Daniel Pečenka jako Richard Javorský – manžel Heleny a otec Alice, po 2 letech v kómatu po infarktu nakonec zemřel
- Rozálie Havelková jako Alice Javorská – dcera Heleny Javorské, studuje právo
- Václav Vašák jako MDDr. Tomáš Navrátil – zubař a manžel Jany Navrátilové
- Mia Bankó jako Anežka Navrátilová – dcera Jany a Tomáše
- Kristýna Frčková jako Ela Navrátilová – dcera Jany a Tomáše
- Lukáš Melník jako René Janoušek – platí Emě peníze
- Kryštof Kalhous jako Kryštof Záruba – syn mladé sestřičky Emy
- Eva Režnarová jako Marie Znamenáčková – chůva Kryštofa
- Vanda Hybnerová jako MUDr. Linda Hubková – lékařka na traumatologii, exmanželka Petra, vrátila se z Londýna
- Štěpánka Fingerhutová jako Natálie Němcová – nová zdravotní sestřička na oddělení traumatologie